# Primera División Uruguaya 1924
Il campionato era formato da dodici squadre e il Nacional vinse il titolo. Non vi furono retrocessioni.

## Classifica finale
| Pos. | Squadra              | G  | V  | N | P  | GF | GS | Punti |
| ---- | -------------------- | -- | -- | - | -- | -- | -- | ----- |
| 1    | Nacional             | 22 | 17 | 5 | 0  | 49 | 10 | 39    |
| 2    | Bella Vista          | 22 | 16 | 5 | 1  | 34 | 15 | 37    |
| 3    | Rampla Juniors       | 22 | 11 | 7 | 4  | 28 | 15 | 29    |
| 4    | Fénix                | 22 | 10 | 7 | 5  | 30 | 21 | 27    |
| 5    | Racing Montevideo    | 22 | 9  | 7 | 6  | 17 | 20 | 25    |
| 6    | Montevideo Wanderers | 22 | 7  | 8 | 7  | 27 | 19 | 22    |
| 7    | Uruguay Onward       | 22 | 6  | 8 | 8  | 18 | 31 | 20    |
| 8    | Belgrano             | 22 | 6  | 7 | 9  | 18 | 19 | 19    |
| 9    | Lito                 | 22 | 6  | 7 | 9  | 18 | 19 | 19    |
| 10   | Liverpool            | 22 | 5  | 5 | 12 | 11 | 25 | 15    |
| 11   | Universal            | 22 | 3  | 5 | 14 | 11 | 29 | 11    |
| 12   | Charley              | 22 | 0  | 1 | 21 | 6  | 44 | 1     |

G = Partite giocate; V = Vittorie; N = Nulle/Pareggi; P = Perse; GF = Goal fatti; GS = Goal subiti; 